# Ole Gunnar Fidjestøl
Ole Gunnar Fidjestøl [ole gunar fidjestel], norveški smučarski skakalec, * 21. marec 1960.  
V svetovnem pokalu je debitiral v sezoni 1982/83 na tekmi v norveškem Oslu, kjer je osvojil 4. mesto. Skupno je sezono končal na 42. mestu. V naslednji sezoni je prvič stopil na stopničke za zmagovalce, v Oberstdorfu je bil tretji. Prvo zmago je dosegel v sezoni 1984/85 na letalnici v Harrrachovu. Na svetovnem prvenstvu v poletih v Oberstdorfu leta 1988 je osvojil zlato medaljo. Na svetovnih prvenstvu leta 1987 v Oberstorfu in 1989 v Lahtiju je z ekipo osvojil srebrni medalji. Na olimpijskih igrah v Calgaryju je pravtako z ekipo osvojil bronasto medaljo na veliki skakalnici. Zadnjič je v svetovnem pokalu nastopil v sezoni 1991/92 v Planici.

## Dosežki

### Zmage
Ole Gunnar  je v svetovnem pokalu dosegel 3 zmage:
| Sezona  | Država/Prizorišče |
| ------- | ----------------- |
| 1986/87 | Planica           |
| 1988/89 | Oberhof           |
| 1988/89 | Harrachov         |